# 조몬인

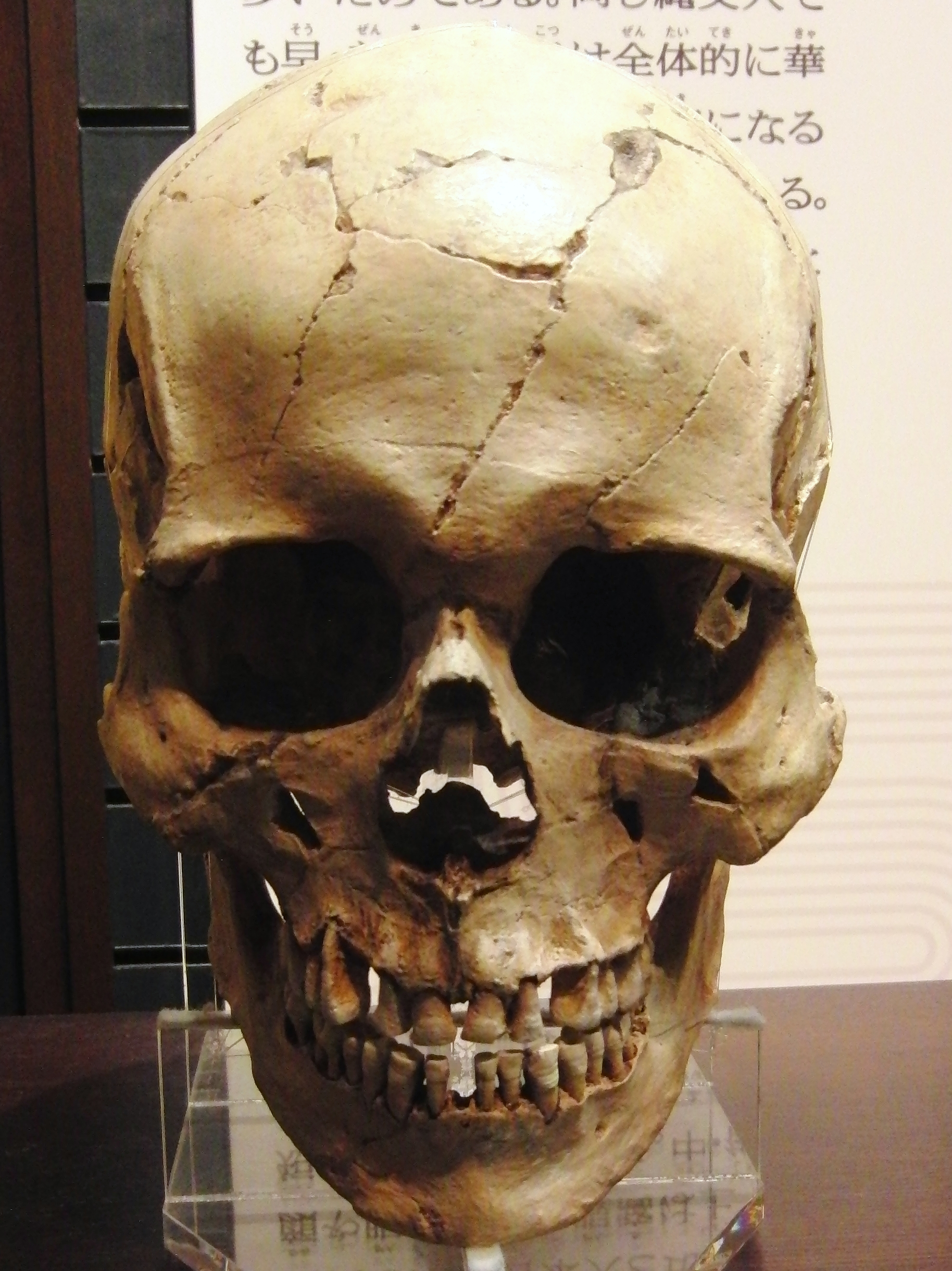

조몬인(縄文人)은 조몬 시대(약 BC 14,000년 ~ BC 300년)에 일본 열도에 살고 있던 원주민의 총칭이다. 당시 일본 열도 전체에 걸쳐 분포하며 공통의 조몬 문화로 묶여 있었다. 수렵채집 생활을 하였으나 상당한 수준의 정착생활 양식과 문화적 복잡성을 이루고 있었다. 현대에는 조몬인이 민족적으로 단일한 집단이 아니었으며 여러 집단들로 이루어져 있었을 것이라는 이론이 주목받고 있다.

## 기원

### 유전학
조몬인은 구석기 시대 일본 열도 토착민의 후손으로, 기원전 20,000~23,000년에 다른 아시아 대륙 집단으로부터 고립되었다. 최근의 집단유전학 연구에 의하면 조몬인은 현재로부터 38,000~25,000년 전 "조상 동아시아인" 인구로부터 고대 남부 동아시아인과 고대 북부 동아시아인이 분리되기 전에 이미 분리된 계통으로, 이들의 조상은 인류의 가장 초기 이주 물결 중에 해안 경로를 따라 당시 도달 가능하던 일본 열도로 확산되었다. 다만 조몬인의 분기는 후기 구석기 시대 일어난 톈위안인(기저 동아시아인)과 호아빈인의 분기보다는 나중에 일어난 것으로 보이며, 이는 유전적 친연성의 차이로 나타난다. 또한 동아시아 계통과 별개로 조몬인은 고대 북유라시아인과 관련된 야나 코뿔소 뿔 유적(Yana Rhinoceros Horn Site)과 미미하지만 유의미한 유전적 친연성을 보이는데, 이는 이들이 다른 유라시아 인구로부터 고립되기 전에 접촉하여 유전자 흐름이 일어났을 가능성을 암시한다.
여러 조몬인 유해에 대한 전체 게놈 분석에 따르면, 이들은 높은 알코올 내성과 젖은 귀지와 연관된 대립유전자를 가지고 있었고, EDAR 유전자의 파생 변이(땀샘 등에 영향을 미침)는 없었으며, 지방이 많은 바다와 육지 동물을 자주 먹었을 가능성이 높다고 추정된다. 이들은 또한 중간 내지 밝은 색의 피부, 검고 가는 머리카락, 갈색 눈에 관한 대립유전자를 가지고 있었다. 일부 샘플은 또한 햇빛에 너무 오래 있을 때 간반이 생길 높은 위험성을 나타냈다. 또 유전자 데이터는 조몬인이 유전적으로 키가 작은 경향이 있었고 중성지방과 혈당 수치가 높아 비만 위험이 증가할 유전적 소인이 있었음을 나타낸다. 이는 이들에게 기아에 대한 저항력을 주었을 것이다. 이러한 대립유전자는 현대 일본인에게도 나타나지만 빈도가 낮고 가변적이다.

## 같이 보기
- 조몬 시대
- 일본의 구석기 시대
- 야요이인